# 南岳奇人王船山
《南岳奇人王船山》，待播的中国大陆明末清初古装剧，导演李作楠，主演陈昭荣、戴娇倩、午马、张晶晶、唐笑笑、李建阳。

## 剧情
该剧讲述了明末遗民王夫之的人生旅程。王夫之与德国哲学家格奥尔格·威廉·弗里德里希·黑格尔齐名，并称“东西方哲学双子星座”，中国朴素唯物主义思想家，同黄宗羲、顾炎武并称“明末清初三大儒”，一生抗清束发，晚年隐居南岳石船山，主张经实际用，反对程朱理学，为湖湘文化集大成者。

## 演出
- 陈昭荣 出演 王夫之
- 戴娇倩 出演 张莺羽
- 午马 出演 王化澄
- 张晶晶 出演 陈圆圆[2]
- 唐笑笑 出演 郑爱莲
- 李建阳 出演 王敉
- 迟立静 出演 陶秀英

## 制作
本剧在浙江省横店影视城取景。